# Kei Ikeda
Kei Ikeda (池田 圭 Ikeda Kei?, nacido el 20 de octubre de 1986 en Chiba) es un exfutbolista japonés que se desempeñaba como delantero.
En diciembre de 2019 anunció su retirada.

## Trayectoria

### Clubes
| Club                  | País    | Año         |
| --------------------- | ------- | ----------- |
| Sagan Tosu            | Japón   | 2009 - 2019 |
| Felda United (cedido) | Malasia | 2019        |

## Estadística de carrera

### J. League
| Club       | Año   | J. League | J. League | Copa J. League | Copa J. League | Total | Total |
| Club       | Año   | Part.     | Goles     | Part.          | Goles          | Part. | Goles |
| ---------- | ----- | --------- | --------- | -------------- | -------------- | ----- | ----- |
| Sagan Tosu | 2009  | 15        | 1         | -              | -              | 15    | 1     |
| Sagan Tosu | 2010  | 24        | 1         | -              | -              | 24    | 1     |
| Sagan Tosu | 2011  | 35        | 7         | -              | -              | 35    | 7     |
| Sagan Tosu | 2012  | 26        | 3         | 1              | 0              | 27    | 3     |
| Sagan Tosu | 2013  | 31        | 6         | 2              | 2              | 33    | 8     |
| Sagan Tosu | 2014  | 33        | 5         | 3              | 1              | 36    | 6     |
| Sagan Tosu | 2015  | 26        | 1         | 3              | 0              | 29    | 1     |
| Sagan Tosu | 2016  | 15        | 1         | 5              | 1              | 20    | 2     |
| Sagan Tosu | 2017  | 12        | 0         | 4              | 0              | 16    | 0     |
| Total      | Total | 217       | 25        | 18             | 4              | 235   | 29    |